# NGC 842
NGC 842 في الفهرس العام الجديد، هي مجرة، تقع في كوكبة قيطس. اكتشفت في 8 يناير 1831 بواسطة جون هيرشل.

## روابط خارجية
- NGC 842 على موقع ويكي سكاي: DSS2, SDSS, GALEX, IRAS, Hydrogen α, X-Ray, Astrophoto, Sky Map, Articles and images